# Quarto Doutor
O Quarto Doutor (em inglês:  Fourth Doctor) é uma encarnação do Doutor, o protagonista da série de ficção científica da BBC Doctor Who. Ele foi interpretado pelo ator Tom Baker entre 1974 e 1981.
Dentro da narrativa do programa, o Doutor é um alienígena humanoide viajante do tempo de uma raça conhecida como Senhores do Tempo. Quando ele está gravemente ferido pode regenerar seu corpo, mas ao fazer isso, ganha uma nova aparência física e, com ela, uma nova personalidade. Este mecanismo permitiu que o Doutor fosse interpretado por uma série de atores ao longo dos mais de 60 anos do programa. O Quarto Doutor é uma das encarnações mais reconhecidas e populares do personagem fora do Reino Unido. Tom Baker é também aquele que, até hoje, mais interpretou o personagem. E ainda por cima, a chegada da quarta encarnação trouxe um Doutor com a personalidade mais "alienígena" que seus antecessores.

## Uma Breve História
O Quarto Doutor foi interpretado por Tom Baker de 1974  a 1981 (da décima segunda temporada até a décima oitava temporada).
As histórias iniciais do Quarto Doutor, que foram ainda mais voltadas para a ficção científica, receberam a classificação de “horror gótico”. Essas histórias trouxeram um aumento do elemento “terror” e consequentemente um certo aumento da violência, que de certa forma foi ultrajante para a época. Essas histórias foram consideradas polêmicas dentro do propósito inicial da série fazendo os ingleses pedirem pelo retorno de um Doutor mais familiar. Sucumbindo a pressão, as histórias do Quarto Doutor foram “suavizadas” a partir da décima terceira temporada (a segunda temporada do Quarto Doutor).
Inicialmente o Quarto Doutor viajou acompanhado de Sarah Jane Smith (Elisabeth Sladen) e depois também de Harry Sullivan (Ian Marter). Depois que Harry decide permanecer na Terra, o Quarto Doutor e Sarah Jane continuam suas viagens, até o Doctor ser convocado a ir para Gallifrey. Como não era permitida a entrada de humanos em Gallifrey, o Doutor se viu obrigado a se separar de Sarah Jane.
Depois de ir embora de Gallifrey o Doutor conheceu Leela (Louise Jameson), uma guerreira da tribo Sevateem (uma tribo de humanos “selvagens”). Além de Leela, o Doutor ganhou a companhia do cão robô, construído pelo professor Marius (Frederick Jaeger), K-9, que certamente é um dos elementos mais reconhecidos do universo de Doctor Who.
O Doutor é novamente convocado a Gallifrey, a fim de impedir uma iminente invasão no planeta dos Senhores do Tempo. É assim que Leela conhece e se apaixona por Andred, um Senhor do Tempo membro da “The Chancellery Guard” (organização responsável por manter a ordem e segurança em Gallifrey). Leela e K-9 decidem ficar no lar dos Senhores do Tempo com Andred.
Em determinados momentos de suas aventuras o Quarto Doutor teve também a companhia de: Oliver Day, Romana (Mary Tamm antes da regeneração e Lalla Ward depois da regeneração) uma Time Lady (Senhora do Tempo) que se juntou ao Doutor e o auxiliou na busca pela “Key to Time” (um artefato místico e poderoso que os “Guardians of Time” usavam para manter o controle sobre a ordem universal e prever o caos). Durante essa mesma expedição o Quarto Doutor também teve como companhia o K-9 Mark II (uma segunda versão do K-9, aparentemente construída pelo próprio Doutor). Depois, o Doutor também foi acompanhado pelo jovem gênio matemático Adric (Matthew Waterhouse). Adric junto com Nyssa (Sarah Sutton) e Tegan (Janet Fielding) são os companheiros quando o Quarto Doutor passa pela regeneração.

## Visão Geral
O Quarto Doutor apareceu em 172 episódios (179, contando a regeneração em Planet of the Spiders e a abortada Shada) durante um período de sete anos, de 1974 a 1981. Isso faz dele o mais antigo Doutor na tela da série. Ele também apareceu em especiais The Five Doctors (via metragem a partir do incompleto Shada) e fez sua última aparição como o doutor no especial de caridade Dimensions in Time (além de uma série de anúncios de televisão na Nova Zelândia em 1997). Tom Baker reapareceu no 50º aniversário especial, como um misterioso curador.
Esta encarnação é geralmente considerado como o mais reconhecível dos Doutores e um dos mais populares, especialmente no Estados Unidos. Em pesquisas realizadas pela Doctor Who Magazine, Tom Baker perdeu a categoria "Melhor Doutor" apenas três vezes: uma vez para Sylvester McCoy (o Sétimo Doutor) em 1990, e duas vezes para David Tennant (o Décimo Doutor) em 2006 e 2009.  O Quarto Doutor se veste e fala com estilo excêntrico - especialmente a sua marca cachecol e carinho para bebês da geléia (Jelly Babies) - fez dele uma figura reconhecível imediatamente e ele rapidamente cativou a imaginação do público espectador.